# Upplands runinskrifter 111
Upplands runinskrifter 111 är ett nu förkommet vikingatida runristat stenblock i Hjältarängen, Ed, Eds socken och Upplands Väsby kommun.

## Inskriften
Translitterering av runraden:
[inku... ...k... ...u rista · runaʀ · iftiʀ · suain · auk ba... moþur]
Normalisering till runsvenska:
Ingv[arr] ... [let]u rista runaʀ æftiʀ Svæin ok ... moður.
Översättning till nusvenska:
Ingvar ... läto rista runorna efter Sven och ... [sin] moder.